# Премія «Г'юго» за найкращу коротку повість
Премію «Г'юго» у категорії «Найкраща коротка повість» (англ. Hugo Award for Best Novelette) присуджують щорічно за коротку повість в жанрі наукової фантастики чи фентезі, які були видані англійською мовою (оригінал або переклад) протягом попереднього календарного року. Згідно з підрозділом 3.3.3 статті 3 Статуту Світового товариства наукової фантастики, «нагорода за найкращу коротку повість, надається за прозовий твір […], довжина якого становить від 7500 слів до 17500 слів».
Премію «Г'юґо» у категорії «Найкраща коротка повість» присудили вперше 1955 року, наступні нагородження проводили у 1956, 1958 і 1959. 1960 року премію в цій категорії скасували. З 1967 по 1969 її знову присуджували, до наступного скасування в 1970 році. З 1973 року премію присуджують щорічно, під час церемонії відзначення найкращих досягнень у галузі наукової фантастики та фентезі на черговому з'їзді Світового товариства наукової фантастики (англ. Worldcon / The World Science Fiction Convention). З 1996 року почали присуджувати Ретроспективну премію «Г'юго» (так звану «Ретро-„Г'юґо“»), нагороду можуть отримати короткі повісті що вийшли 50, 75 чи 100 років тому, при умові що в цей рік проводився з'їзд Worldcon, але нагородження не відбувалося. На цей момент присуджено чотири премії за романи написані в 1939, 1946, 1951 і 1954 роках.
За весь час існування премії було номіновано 202 авторів, з них 50 здобули нагороду включаючи «Ретро-„Г'юґо“» і твори в співавторстві. Пол Андерсон і Гарлан Еллісон отримали найбільше нагород по три кожен. Ще вісім авторів вигравали премію двічі. Майк Резник номінувався найчастіше — вісім разів. Урсула Ле Гуїн і Грег Іген номінувалися сім разів, причому Іген не виграв жодного разу.

## Переможці й претенденти
У таблиці зазначені переможці Премії (виділено кольором)і номінанти на неї, які брали участь у фінальному етапі голосування. Також наводиться оригінальний правопис імен авторів та оригінали заголовків їхніх творів. Український переклад назв творів слід вважати умовними оскільки більшість не перекладалася українською.

### 1955—1969 роки
| Рік  | Автор                                        | Назва твору                                                                                                   | Прим.         |
| ---- | -------------------------------------------- | --- | ------------- |
| 1955 | Волтер Міллер (англ. Walter M. Miller, Jr.)  | «Художник сцени» (англ. «The Darfsteller»)                                                                    | [ 2 ]         |
| 1956 | Маррі Лайнстер (англ. Murray Leinster)       | «Дослідницький загін» (англ. «Exploration Team»)                                                              | [ 3 ]         |
| 1958 | Фріц Лайбер (англ. Fritz Reuter Leiber)      | «Безмежний час» (англ. «The Big Time»)                                                                        | [ N 1 ] [ 4 ] |
| 1959 | Кліффорд Сімак (англ. Clifford D. Simak)     | »Неосяжний двір" (англ. «The Big Front Yard»)                                                                 | [ 5 ]         |
| 1959 | Пауліна Ешвелл (англ. Pauline Ashwell)       | «Неохоче в школу» (англ. «Unwillingly to School»)                                                             | [ 5 ]         |
| 1959 | Зенна Гендерсон (англ. Zenna Henderson)      | «Неволя» (англ. «Captivity»)                                                                                  | [ 5 ]         |
| 1959 | Сиріл Корнблат (англ. Cyril M. Kornbluth)    | «Пожинати темний приплив» (інша назва «Корабель-акула») (англ. «Reap the Dark Tide» (інша назва«Shark Ship»)) | [ 5 ]         |
| 1959 | Фріц Лайбер (англ. Fritz Reuter Leiber)      | «Повний стіл дівчат» (англ. «A Deskful of Girls»)                                                             | [ 5 ]         |
| 1959 | Кетрін Маклін (англ. Katherine MacLean)      | «Друга гра» (англ. «Second Game»)                                                                             | [ 5 ]         |
| 1959 | Роґ Філліпс (англ. Rog Phillips)             | «Миша в черепі» (англ. «Rat in the Skull»)                                                                    | [ 5 ]         |
| 1959 | Джек Венс (англ. Jack Vance)                 | «Диво-робітники» (англ. «The Miracle-Workers»)                                                                | [ 5 ]         |
| 1967 | Джек Венс (англ. Jack Vance)                 | «Останній замок» (англ. «The Last Castle»)                                                                    | [ 6 ]         |
| 1967 | Гордон Діксон (англ. Gordon R. Dickson)      | «Називай його Господом» (англ. «Call Him Lord»)                                                               | [ 6 ]         |
| 1967 | Роберт Грін (англ. Robert M., Green, Jr.)    | «Вибачення в Інків» (англ. «Apology to Inky»)                                                                 | [ 6 ]         |
| 1967 | Чарльз Л. Гарнесс (англ. Charles L. Harness) | «Алхімік» (англ. «The Alchemist»)                                                                             | [ 6 ]         |
| 1967 | Чарльз Л. Гарнесс (англ. Charles L. Harness) | «Прикраса для його професії» (англ. «An Ornament to His Profession»)                                          | [ 6 ]         |
| 1967 | Гейден Говард (англ. Hayden Howard)          | «Вторгнення ескімосів» (англ. «The Eskimo Invasion»)                                                          | [ 6 ]         |
| 1967 | Томас Свонн (англ. Thomas Burnett Swann)     | «Садиба троянд» (англ. «The Manor of Roses»)                                                                  | [ 6 ]         |
| 1967 | Роджер Желязни (англ. Roger Zelazny)         | «Дихати спізнився» (англ. «For a Breath I Tarry»)                                                             | [ 6 ]         |
| 1967 | Роджер Желязни (англ. Roger Zelazny)         | «Цей момент шторму» (англ. «This Moment of the Storm»)                                                        | [ 6 ]         |
| 1968 | Фріц Лайбер (англ. Fritz Reuter Leiber)      | »Кину я кості" (англ. «Gonna Roll the Bones»)                                                                 | [ 7 ]         |
| 1968 | Андре Нортон (англ. Andre Norton)            | «Світ чарівників» (англ. «Wizard's World»)                                                                    | [ 7 ]         |
| 1968 | Філіп Дік (англ. Philip K. Dick)             | "Віра наших батьків " (англ. «Faith of Our Fathers»)                                                          | [ 7 ]         |
| 1968 | Гарлан Еллісон (англ. Harlan Ellison)        | «Мила Меґґі Маніайс» (англ. «Pretty Maggie Moneyeyes»)                                                        | [ 7 ]         |
| 1969 | Пол Андерсон (англ. Poul Anderson)           | «Поділ плоті» (англ. «The Sharing of Flesh»)                                                                  | [ 8 ]         |
| 1969 | Браєн Олдіс (англ. Brian Aldiss)             | «Тотальне оточення» (англ. «Total Environment»)                                                               | [ 8 ]         |
| 1969 | Пірс Ентоні (англ. Piers Anthony)            | «Пройти через університет» (англ. «Getting Through University»)                                               | [ 8 ]         |
| 1969 | Річард Вілсон (англ. Richard Wilson)         | «Матінка світу» (англ. «Mother to the World»)                                                                 | [ 8 ]         |

### 1970—1979 роки
| Рік  | Автор                                             | Назва твору | Прим.          |
| ---- | ------------------------------------------------- | --- | -------------- |
| 1973 | Пол Андерсон (англ. Poul Anderson)                | «Пісня козла» (англ. «Goat Song») | [ 9 ]          |
| 1973 | Вільям Ротслер (англ. William Rotsler)            | «Опікун мистецтв» (англ. «Patron of the Arts») | [ 9 ]          |
| 1973 | Гарлан Еллісон (англ. Harlan Ellison)             | «Василіск» (англ. «Basilisk») | [ 9 ]          |
| 1973 | Ґерднер Дозуа (англ. Gardner Dozois)              | «Королівство біля моря» (англ. «A Kingdom by the Sea») | [ 9 ]          |
| 1973 | Джеймс Тіптрі-молодший (англ. James Tiptree, Jr.) | «Мудрий на шляхах болю» (англ. «Painwise») | [ 9 ] [ 10 ]   |
| 1974 | Гарлан Еллісон (англ. Harlan Ellison)             | «Птиця смерті» (англ. «The Deathbird») | [ 11 ]         |
| 1974 | Вонда Макінтайр (англ. Vonda N. McIntyre)         | «З туману і трави і піску» (англ. «Of Mist, and Grass, and Sand») | [ 11 ]         |
| 1974 | Джеймс Тіптрі-молодший (англ. James Tiptree, Jr.) | «Любов це план і план цей — смерть» (англ. «Love Is the Plan the Plan Is Death») | [ 11 ]         |
| 1974 | Джері Пурнелл (англ. Jerry Pournelle)             | «Він провалився в чорну діру» (англ. «He Fell into a Dark Hole») | [ 11 ]         |
| 1974 | Джордж Еффінджер (англ. George Alec Effinger)     | «Місто на піску» (англ. «The City on the Sand») | [ 11 ]         |
| 1975 | Гарлан Еллісон (англ. Harlan Ellison)             | „Дрейфуючи біля острівців Ланґерганса: 38° 54' північної широти, 77° 00' 13“ західної широти» (англ. «Adrift Just Off the Islets of Langerhans: Latitude 38° 54' N, Longitude 77° 00' 13" W») | [ 12 ]         |
| 1975 | Айзек Азімов (англ. Isaac Asimov)                 | «... що Ти пам'ятаєш про неї» (англ. «—That Thou art Mindful of Him») | [ 12 ]         |
| 1975 | Фріц Лайбер (англ. Fritz Reuter Leiber)           | «Північ за годинником Морфі» (англ. «Midnight by the Morphy Watch») | [ 12 ]         |
| 1975 | Річард Лупофф (англ. Richard A. Lupoff)           | «Після сновидінь» (англ. «After the Dreamtime») | [ 12 ]         |
| 1975 | Джеррі Пурнелл (англ. Jerry Pournelle)            | «Екстримальне упередження» (англ. «Extreme Prejudice») | [ 12 ]         |
| 1975 | Вільям Воллінґ (англ. William Walling)            | «Стій Олімпія» (англ. «Nix Olympica») | [ 12 ]         |
| 1975 | Кейт Вільгельм (англ. Kate Wilhelm)               | «Брат драконам, компаньйон совам» (англ. «A Brother to Dragons, a Companion of Owls») | [ 12 ]         |
| 1976 | Ларрі Нівен (англ. Larry Niven)                   | «На кордоні Сонця» (англ. «The Borderland of Sol») | [ 13 ]         |
| 1976 | Урсула Ле Гуїн (англ. Ursula K. Le Guin)          | «Нова Атлантида» (англ. «The New Atlantis») | [ 13 ]         |
| 1976 | Джордж Мартін (англ. George R. R. Martin)         | «Сім разів ніколи не вбивав» (англ. «And Seven Times Never Kill Man») | [ 13 ]         |
| 1976 | Том Рімі (англ. Tom Reamy)                        | «С'ю Лайтфут з Сан-Дієго» (англ. «San Diego Lightfoot Sue») | [ 13 ]         |
| 1976 | Джеррі Пурнелл (англ. Jerry Pournelle)            | «Лудильник» (англ. «Tinker») | [ 13 ]         |
| 1977 | Айзек Азімов (англ. Isaac Asimov)                 | «Двохсотлітня людина» (англ. «The Bicentennial Man») | [ 14 ]         |
| 1977 | Урсула Ле Гуїн (англ. Ursula K. Le Guin)          | «Щоденник троянди» (англ. «The Diary of the Rose») | [ 14 ]         |
| 1977 | Джон Варлі (англ. John Varley)                    | «Затанцюєм, заспіваєм» (англ. «Gotta Sing, Gotta Dance») | [ 14 ]         |
| 1977 | Джон Варлі (англ. John Varley)                    | «Фантом Канзасу» (англ. «The Phantom of Kansas») | [ 14 ]         |
| 1978 | Джоан Віндж (англ. Joan D. Vinge)                 | «Бурштинові очі» (англ. «Eyes of Amber») | [ 15 ]         |
| 1978 | Орсон Скотт Кард (англ. Orson Scott Card)         | «Гра Ендера» (англ. «Ender's Game») | [ 15 ] [ N 2 ] |
| 1978 | Джеймс Тіптрі-молодший (англ. James Tiptree, Jr.) | «Рішення м'ясної мухи» (англ. «The Screwfly Solution») | [ 15 ]         |
| 1978 | Семюел Ділейні (англ. Samuel R. Delany)           | «Призматика» (англ. «Prismatica») | [ 15 ]         |
| 1978 | Картер Шольц (англ. Carter Scholz)                | «Дев'ята симфонія Людвіга ван Бетховена і інші загублені пісні» (англ. «The Ninth Symphony of Ludwig van Beethoven and Other Lost Songs»)                                                     | [ 15 ]         |
| 1979 | Пол Андерсон (англ. Poul Anderson)                | «Місяць мисливця» (англ. «Hunter's Moon») | [ 16 ]         |
| 1979 | Орсон Скотт Кард (англ. Orson Scott Card)         | «Соловей Мікала» (англ. «Mikal's Songbird») | [ 16 ]         |
| 1979 | Томас Діш (англ. Thomas Disch)                    | «Чоловік що не мав жодного поняття» (англ. «The Man Who Had No Idea») | [ 16 ]         |
| 1979 | Дін Інґ (англ. Dean Ing)                          | «Диявол якого ви не знали» (англ. «Devil You Don't Know») | [ 16 ]         |
| 1979 | Джон Варлі (англ. John Varley)                    | «Вбивства Барбі» (англ. «The Barbie Murders») | [ 16 ]         |

### 1980—1989 роки
| Рік  | Автор                                            | Назва твору                                                                                    | Прим.  |
| ---- | ------------------------------------------------ | ---------------------------------------------------------------------------------------------- | ------ |
| 1980 | Джордж Мартін (англ. George R. R. Martin)        | «Піщані королі» (англ. «Sandkings»)                                                            | [ 17 ] |
| 1980 | Баррі Лонґ'єр (англ. Barry B. Longyear)          | «Повернення додому» (англ. «Homecoming»)                                                       | [ 17 ] |
| 1980 | Ларрі Нівен (англ. Larry Niven)                  | «Сарана» (англ. «The Locusts»)                                                                 | [ 17 ] |
| 1980 | Вонда Макінтайр (англ. Vonda N. McIntyre)        | «Вогненний потоп» (англ. «Fireflood»)                                                          | [ 17 ] |
| 1980 | Джон Варлі (англ. John Varley)                   | «Настройки» (англ. «Options»)                                                                  | [ 17 ] |
| 1980 | Крістофер Пріст (англ. Christopher Priest)       | «Заледве тинятися» (англ. «Palely Loitering»)                                                  | [ 17 ] |
| 1981 | Гордон Діксон (англ. Gordon R. Dickson)          | «Плащ і посох» (англ. «The Cloak and the Staff»)                                               | [ 18 ] |
| 1981 | Баррі Лонґ'єр (англ. Barry B. Longyear)          | «Люта планета» (англ. «Savage Planet»)                                                         | [ 18 ] |
| 1981 | Джон Варлі (англ. John Varley)                   | «Бітник Баю» (англ. «Beatnik Bayou»)                                                           | [ 18 ] |
| 1981 | Кіт Робертс (англ. Keith Roberts)                | «Шляхетні» (англ. «The Lordly Ones»)                                                           | [ 18 ] |
| 1981 | Майкл Ші (англ. Michael Shea)                    | «Розтин» (англ. «The Autopsy»)                                                                 | [ 18 ] |
| 1981 | Говард Волдроп (англ. Howard Waldrop)            | «Огидні курчата» (англ. «The Ugly Chickens»)                                                   | [ 18 ] |
| 1982 | Роджер Желязни (англ. Roger Zelazny)             | «Варіації Єдинорога» (англ. «Unicorn Variation»)                                               | [ 19 ] |
| 1982 | Джордж Мартін (англ. George R. R. Martin)        | «Вартові» (англ. «Guardians»)                                                                  | [ 19 ] |
| 1982 | Едвард Браєнт (англ. Edward Bryant)              | «Висхідні потоки серпня» (англ. «The Thermals of August»)                                      | [ 19 ] |
| 1982 | Парк Ґодвін (англ. Parke Godwin)                 | «Вогонь якщо прийдеться» (англ. «The Fire When It Comes»)                                      | [ 19 ] |
| 1982 | Майкл Бішоп (англ. Michael Bishop)               | «Пожвавлення» (англ. «The Quickening»)                                                         | [ 19 ] |
| 1983 | Конні Вілліс (англ. Connie Willis)               | «Пожежна команда» (англ. «Fire Watch»)                                                         | [ 20 ] |
| 1983 | Філліс Айзенштайн (англ. Phyllis Eisenstein)     | «Нічне життя» (англ. «Nightlife»)                                                              | [ 20 ] |
| 1983 | Тімоті Зан (англ. Timothy Zahn)                  | «Гамбіт пішаків» (англ. «Pawn's Gambit»)                                                       | [ 20 ] |
| 1983 | С. П. Сомтов (англ. S. P. Somtow)                | «Аквіла» (англ. «Aquila»)                                                                      | [ 20 ] |
| 1983 | Брюс Стерлінґ (англ. Bruce Sterling)             | «Рій» (англ. «Swarm»)                                                                          | [ 20 ] |
| 1984 | Ґреґ Бір (англ. Greg Bear)                       | «Музика, що лунає в крові» (англ. «Blood Music»)                                               | [ 21 ] |
| 1984 | Джордж Мартін (англ. George R. R. Martin)        | «Мавпяче ставлення» (англ. «The Monkey Treatment»)                                             | [ 21 ] |
| 1984 | Конні Вілліс (англ. Connie Willis)               | «Сідон в дзеркалі» (англ. «The Sidon in the Mirror»)                                           | [ 21 ] |
| 1984 | Єн Вотсон (англ. Ian Watson)                     | «Повільні птахи» (англ. «Slow Birds»)                                                          | [ 21 ] |
| 1984 | Кім Стенлі Робінсон (англ. Kim Stanley Robinson) | «Чорне повітря» (англ. «Black Air»)                                                            | [ 21 ] |
| 1985 | Октавія Батлер (англ. Octavia E. Butler)         | «Кривава дитина» (англ. «Bloodchild»)                                                          | [ 22 ] |
| 1985 | Лусіус Шепард (англ. Lucius Shepard)             | «Людина що пофарбувала ґріаль дракона» (англ. «The Man Who Painted the Dragon Griaule»)        | [ 22 ] |
| 1985 | Тімоті Зан (англ. Timothy Zahn)                  | «Повернення до початку» (англ. «Return to the Fold»)                                           | [ 22 ] |
| 1985 | Конні Вілліс (англ. Connie Willis)               | «У синьому місячному свтлі» (англ. «Blued Moon»)                                               | [ 22 ] |
| 1985 | Гілберт Шенк (англ. Hilbert Schenck)             | «Кремнієва муза» (англ. «Silicon Muse»)                                                        | [ 22 ] |
| 1985 | Ерік Вінікоф (англ. Eric Vinicoff)               | «Ваги» (англ. «The Weigher»)                                                                   | [ 22 ] |
| 1985 | Кім Стенлі Робінсон (англ. Kim Stanley Robinson) | «Щасливий удар» (англ. «The Lucky Strike»)                                                     | [ 22 ] |
| 1986 | Гарлан Еллісон (англ. Harlan Ellison)            | «Палладін останньої години» (англ. «Paladin of the Lost Hour»)                                 | [ 23 ] |
| 1986 | Джордж Мартін (англ. George R. R. Martin)        | «Портрети його дітей» (англ. «Portraits of His Children»)                                      | [ 23 ] |
| 1986 | Орсон Скотт Кард (англ. Orson Scott Card)        | «Грань» (англ. «The Fringe»)                                                                   | [ 23 ] |
| 1986 | Майкл Бішоп (англ. Michael Bishop)               | «Подарунок сірого космольоту» (англ. «A Gift from the GrayLanders»)                            | [ 23 ] |
| 1986 | Майкл Свонвік (англ. Michael Swanwick)           | «Повітряний бій» (англ. «Dogfight»)                                                            | [ 23 ] |
| 1987 | Роджер Желязни (англ. Roger Zelazny)             | «Вічна мерзлота» (англ. «Permafrost»)                                                          | [ 24 ] |
| 1987 | Девід Брін (англ. David Brin)                    | «Тор проти Капітана Америки» (англ. «Thor Meets Captain America»)                              | [ 24 ] |
| 1987 | Вільям Гібсон (англ. William Gibson)             | «Зимовий ринок» (англ. «The Winter Market»)                                                    | [ 24 ] |
| 1987 | Орсон Скотт Кард (англ. Orson Scott Card)        | «Річка Хетрек» (англ. «Hatrack River»)                                                         | [ 24 ] |
| 1987 | Вернор Віндж (англ. Vernor Vinge)                | «Принцеса варварів» (англ. «The Barbarian Princess»)                                           | [ 24 ] |
| 1988 | Урсула Ле Гуїн (англ. Ursula K. Le Guin)         | «Дівата Буффало, не хочете вийти цієї ночі» (англ. «Buffalo Gals, Won't You Come Out Tonight») | [ 25 ] |
| 1988 | Пет Мерфі (англ. Pat Murphy)                     | «Закохана Рейчел» (англ. «Rachel in Love»)                                                     | [ 25 ] |
| 1988 | Волтер Джон Вільямс (англ. Walter Jon Williams)  | «Динозаври» (англ. «Dinosaurs»)                                                                | [ 25 ] |
| 1988 | Брюс Стерлінг (англ. Bruce Sterling)             | «Квіти з Едо» (англ. «Flowers of Edo»)                                                         | [ 25 ] |
| 1988 | Брюс МакАлістер (англ. Bruce McAllister)         | «Дівчина-мрія» (англ. «Dream Baby»)                                                            | [ 25 ] |
| 1989 | Джордж Ефінджер (англ. George Alec Effinger)     | «Кошеня Шредінґера» (англ. «Schrödinger's Kitten»)                                             | [ 26 ] |
| 1989 | Стівен Гулд (англ. Steven Gould)                 | «Персики для Скаженої Моллі» (англ. «Peaches for Mad Molly»)                                   | [ 26 ] |
| 1989 | Говард Волдроп (англ. Howard Waldrop)            | «Ти, ти, хочеш танцювати?» (англ. «Do Ya, Do Ya, Wanna Dance?»)                                | [ 26 ] |
| 1989 | Гарлан Еллісон (англ. Harlan Ellison)            | «Функція сновидінь» (англ. «The Function of Dream Sleep»)                                      | [ 26 ] |
| 1989 | Ніл Баррет-молодший (англ. Neal Barrett, Jr.)    | «Повітряний цирк Джінні Світіпс» (англ. «Ginny Sweethips' Flying Circus»)                      | [ 26 ] |

### 1990—2099 роки
| Рік  | Автор                                              | Назва твору | Прим.  |
| ---- | -------------------------------------------------- | --- | ------ |
| 1990 | Роберт Сілверберг (англ. Robert Silverberg)        | «Ввійди в солдата. Пізніше: Ввійди в іншого» (англ. «Enter a Soldier. Later: Enter Another»)                                                          | [ 27 ] |
| 1990 | Майк Резнік (англ. Mike Resnick)                   | «Бо я торкнулась неба» (англ. «For I Have Touched the Sky»)                                                                                           | [ 27 ] |
| 1990 | Джордж Еффінджер (англ. George Alec Effinger)я     | «Все, крім честі» (англ. «Everything But Honor») | [ 27 ] |
| 1990 | Конні Вілліс (англ. Connie Willis)                 | «В Ріальто» (англ. «At the Rialto») | [ 27 ] |
| 1990 | Ненсі Кресс (англ. Nancy Kress)                    | «Ціна апельсинів» (англ. «The Price of Oranges») | [ 27 ] |
| 1990 | Орсон Скотт Кард (англ. Orson Scott Card)          | «Догволкер» (англ. «Dogwalker») | [ 27 ] |
| 1991 | Майк Резнік (англ. Mike Resnick)                   | «Манамоки» (англ. «The Manamouki») | [ 28 ] |
| 1991 | Чарльз Шеффілд (англ. Charles Sheffield)           | «Смілива річ» (англ. «A Braver Thing») | [ 28 ] |
| 1991 | Тед Чан (англ. Ted Chiang)                         | «Вавилонська вежа» (англ. «Tower of Babylon») | [ 28 ] |
| 1991 | Дефід аб Х'ю (англ. Dafydd ab Hugh)                | «Єнот скотився і зірвав голос, зтиснена новела містера Скунса» (англ. «The Coon Rolled Down and Ruptured His Larinks, A Squeezed Novel by Mr. Skunk») | [ 28 ] |
| 1991 | Марта Соукап (англ. Martha Soukup)                 | «Протягом тривалого часу» (англ. «Over the Long Haul»)                                                                                                | [ 28 ] |
| 1992 | Айзек Азімов (англ. Isaac Asimov)                  | «Золото» (англ. «Gold») | [ 29 ] |
| 1992 | Пет Кедіген (англ. Pat Cadigan)                    | «Депеша революції» (англ. «Dispatches from the Revolution»)                                                                                           | [ 29 ] |
| 1992 | Конні Вілліс (англ. Connie Willis)                 | «Чудо» (англ. «Miracle») | [ 29 ] |
| 1992 | Говард Волдроп (англ. Howard Waldrop)              | «Кінець циклу» (англ. «Fin de Cyclé») | [ 29 ] |
| 1992 | Тед Чан (англ. Ted Chiang)                         | «Зрозумій» (англ. «Understand») | [ 29 ] |
| 1993 | Дженет Каган (англ. Janet Kagan)                   | «Вдалий хід Лускунчика» (англ. «The Nutcracker Coup»)                                                                                                 | [ 30 ] |
| 1993 | Пемела Сарджент (англ. Pamela Sargent)             | «Денні прямує на Марс» (англ. «Danny Goes to Mars»)                                                                                                   | [ 30 ] |
| 1993 | Пет Кедіген (англ. Pat Cadigan)                    | «Справжні обличчя» (англ. «True Faces») | [ 30 ] |
| 1993 | С'юзан Шварц (англ. Susan Shwartz)                 | «Припустимо, що вони запропонували мир…» (англ. «Suppose They Gave a Peace...»)                                                                       | [ 30 ] |
| 1993 | Баррі Н. Молзберґ (англ. Barry N. Malzberg)        | «В кам'яному будинку» (англ. «In the Stone House») | [ 30 ] |
| 1994 | Чарльз Шеффілд (англ. Charles Sheffield)           | «Джорджія у моїх думках» (англ. «Georgia on My Mind»)                                                                                                 | [ 31 ] |
| 1994 | Ненсі Кресс (англ. Nancy Kress)                    | «Танці в повітрі» (англ. «Dancing on Air») | [ 31 ] |
| 1994 | Террі Біссон (англ. Terry Bisson)                  | «Тіні знають» (англ. «The Shadow Knows») | [ 31 ] |
| 1994 | Брюс Стерлінґ (англ. Bruce Sterling)               | «Глибокий Едді» (англ. «Deep Eddy») | [ 31 ] |
| 1994 | Джон Кессел (англ. John Kessel)                    | «Франчиза» (англ. «The Franchise») | [ 31 ] |
| 1995 | Дейвід Джерролд (англ. David Gerrold)              | «Марсіанська дитина» (англ. «The Martian Child») | [ 32 ] |
| 1995 | Ґреґ Іґен (англ. Greg Egan)                        | «Кокон» (англ. «Cocoon») | [ 32 ] |
| 1995 | Майк Резнік (англ. Mike Resnick)                   | «Трохи знання» (англ. «A Little Knowledge») | [ 32 ] |
| 1995 | Урсула Ле Гуїн (англ. Ursula K. Le Guin)           | «Самотність» (англ. «Solitude») | [ 32 ] |
| 1995 | Джефрі Лендіс (англ. Geoffrey A. Landis)           | «Деякі звички ос» (англ. «The Singular Habits of Wasps»)                                                                                              | [ 32 ] |
| 1995 | Урсула Ле Гуїн (англ. Ursula K. Le Guin)           | «Справа в Сеґрі» (англ. «The Matter of Seggri») | [ 32 ] |
| 1996 | Джеймс Патрік Келлі (англ. James Patrick Kelly)    | «Міркуй як динозавр» (англ. «Think Like a Dinosaur»)                                                                                                  | [ 33 ] |
| 1996 | Майк Резнік (англ. Mike Resnick)                   | «Коли помирають старі боги» (англ. «When the Old Gods Die»)                                                                                           | [ 33 ] |
| 1996 | Аллен Стіл (англ. Allen Steele)                    | «Хороша миша» (англ. «The Good Rat») | [ 33 ] |
| 1996 | Гаррі Тертлдав (англ. Harry Turtledove)            | «Повинен і мусиш» (англ. «Must and Shall») | [ 33 ] |
| 1996 | Ґреґ Іґен (англ. Greg Egan)                        | «Світловий» (англ. «Luminous») | [ 33 ] |
| 1996 | Ґреґ Іґен (англ. Greg Egan)                        | «TAP(Загальний Протокол Емоцій)» (англ. «TAP») | [ 33 ] |
| 1997 | Брюс Стерлінґ (англ. Bruce Sterling)               | «Той що ремонтує велосипеди» (англ. «Bicycle Repairman»)                                                                                              | [ 34 ] |
| 1997 | Майк Резнік (англ. Mike Resnick)                   | «Земля Нод» (англ. «The Land of Nod») | [ 34 ] |
| 1997 | Урсула Ле Гуїн (англ. Ursula K. Le Guin)           | «Гірські стежки» (англ. «Mountain Ways») | [ 34 ] |
| 1997 | Сюзі Маккі Чарнас (англ. Suzy McKee Charnas)       | «Красуня і опера, або примарне чудовисько» (англ. «Beauty and the Opéra or The Phantom Beast»)                                                        | [ 34 ] |
| 1997 | Вільям Бартон (англ. William Barton)               | «Ера Водолія» (англ. «Age of Aquarius») | [ 34 ] |
| 1998 | Білл Джонсон (англ. Bill Johnson)                  | «Ми вип'ємо рибу разом…» (англ. «We Will Drink a Fish Together...»)                                                                                   | [ 35 ] |
| 1998 | Джеймс Ґерднер (англ. James Alan Gardner)          | «Три слухання в справі існування змій в кровоносній системі людини» (англ. «Three Hearings on the Existence of Snakes in the Human Bloodstream»)      | [ 35 ] |
| 1998 | Стівен Бекстер (англ. Stephen Baxter)              | «Місяць Шість» (англ. «Moon Six») | [ 35 ] |
| 1998 | Майкл Берштайн (англ. Michael A. Burstein)         | «Втрачена симетрія» (англ. «Broken Symmetry») | [ 35 ] |
| 1998 | Вільям Сендерс (англ. William Sanders)             | «Невідкриті» (англ. «The Undiscovered») | [ 35 ] |
| 1999 | Брюс Стерлінґ (англ. Bruce Sterling)               | «Такла-Макан» (англ. «Taklamakan») | [ 36 ] |
| 1999 | Крістін Кетрін Раш (англ. Kristine Kathryn Rusch)  | «Ечеа» (англ. «Echea») | [ 36 ] |
| 1999 | Ален Стіл (англ. Allen Steele)                     | «Казка чорного ворона» (англ. «Zwarte Piet's Tale»)                                                                                                   | [ 36 ] |
| 1999 | Ненсі Кресс (англ. Nancy Kress)                    | «Паровий солдат на інформаційному фронті» (англ. «Steamship Soldier on the Information Front»)                                                        | [ 36 ] |
| 1999 | Ґреґ Іґен (англ. Greg Egan)                        | «Занурення Планка» (англ. «The Planck Dive») | [ 36 ] |
| 1999 | Елен Кледж (англ. Ellen Klages)                    | «Циганський час» (англ. «Time Gypsy») | [ 36 ] |
| 1999 | Роберт Чарльз Вілсон (англ. Robert Charles Wilson) | «Поділений на нескінченність» (англ. «Divided by Infinity»)                                                                                           | [ 36 ] |

### 2000—2009 роки
| Рік  | Автор                                             | Назва твору | Прим.  |
| ---- | ------------------------------------------------- | --- | ------ |
| 2000 | Джеймс Патрік Келлі (англ. James Patrick Kelly)   | «1016 до 1» (англ. «1016 to 1») | [ 37 ] |
| 2000 | Елеанор Арнасон (англ. Eleanor Arnason)           | «Зоряний врожай» (англ. «Stellar Harvest») | [ 37 ] |
| 2000 | Ґреґ Іґен (англ. Greg Egan)                       | «Охоронці кордону» (англ. «Border Guards») | [ 37 ] |
| 2000 | Єн Єнсен (англ. Jan Jensen)                       | «Таємна історія орніоптера» (англ. «The Secret History of the Ornithopter») | [ 37 ] |
| 2000 | Том Пардом (англ. Tom Purdom)                     | «Ігри скам'янілостей» (англ. «Fossil Games») | [ 37 ] |
| 2000 | Єн Маклауд (англ. Ian R. MacLeod)                 | «Розбита дівчина» (англ. «The Chop Girl») | [ 37 ] |
| 2001 | Крістін Кетрін Раш (англ. Kristine Kathryn Rusch) | «Немовлята тисячоліття» (англ. «Millennium Babies») | [ 38 ] |
| 2001 | Стівен Бекстер (англ. Stephen Baxter)             | «На лінії Оріона» (англ. «On the Orion Line») | [ 38 ] |
| 2001 | Ален Стіл (англ. Allen Steele)                    | «Еґейп посеред роботів» (англ. «Agape Among the Robots») | [ 38 ] |
| 2001 | Стенлі Шмідт (англ. Stanley Schmidt)              | «Вікові непорозуміння» (англ. «Generation Gap») | [ 38 ] |
| 2001 | Майк Резнік (англ. Mike Resnick)                  | «Червона каплиця» (англ. «Redchapel») | [ 38 ] |
| 2002 | Тед Чан (англ. Ted Chiang)                        | «Пекло -це відсутність Бога» (англ. «Hell Is the Absence of God») | [ 39 ] |
| 2002 | Ален Стіл (англ. Allen Steele)                    | «Дні поміж» (англ. «The Days Between») | [ 39 ] |
| 2002 | Джеймс Патрік Келлі (англ. James Patrick Kelly)   | «Недороблений» (англ. «Undone») | [ 39 ] |
| 2002 | Чарльз Штросс (англ. Charles Stross)              | «Лобстери» (англ. «Lobsters») | [ 39 ] |
| 2002 | Шейн Туртлот (англ. Shane Tourtellotte)           | «Повернення Весни» (англ. «The Return of Spring») | [ 39 ] |
| 2003 | Майкл Свонвік (англ. Michael Swanwick)            | «Повільне життя» (англ. «Slow Life») | [ 40 ] |
| 2003 | Урсула Ле Гуїн (англ. Ursula K. Le Guin)          | «Дикі дівчата» (англ. «The Wild Girls») | [ 40 ] |
| 2003 | Чарльз Штросс (англ. Charles Stross)              | «Гало» (англ. «Halo») | [ 40 ] |
| 2003 | Маурін Макг'ю (англ. Maureen F. McHugh)           | «Присутність» (англ. «Presence») | [ 40 ] |
| 2003 | Джорджі Фрост (англ. Gregory Frost)               | «Мадонна Маккюіладорська» (англ. «Madonna of the Maquiladora») | [ 40 ] |
| 2004 | Майкл Свонвік (англ. Michael Swanwick)            | «Легіони часу» (англ. «Legions in Time») | [ 41 ] |
| 2004 | Джефрі Форд (англ. Jeffrey Ford)                  | «Імперія морозива» (англ. «The Empire of Ice Cream») | [ 41 ] |
| 2004 | Чарльз Штросс (англ. Charles Stross)              | «Вечір» (англ. «Nightfall») | [ 41 ] |
| 2004 | Джей Лейк (англ. Jay Lake)                        | «В садах солодкої ночі» (англ. «Into the Gardens of Sweet Night») | [ 41 ] |
| 2004 | Джеймс Патрік Келлі (англ. James Patrick Kelly)   | «Дім Бернардо» (англ. «Bernardo's House») | [ 41 ] |
| 2004 | Роберт Рід (англ. Robert Reed)                    | «Шестикутники» (англ. «Hexagons») | [ 41 ] |
| 2005 | Келлі Лінк (англ. Kelly Link)                     | «Чарівна сумочка» (англ. «The Faery Handbag») | [ 42 ] |
| 2005 | Майкл Флінн (англ. Michael F. Flynn)              | «Оплески руками Бога» (англ. «The Clapping Hands of God») | [ 42 ] |
| 2005 | Паоло Бачігалупі (англ. Paolo Bacigalupi)         | «Народ піску і шлаку» (англ. «The People of Sand and Slag») | [ 42 ] |
| 2005 | Бенджамін Розенбаум (англ. Benjamin Rosenbaum)    | «Біографічні записки до „Роздуми над природою причинності, з літаками“, зроблені Бенджаміном Розенбаумом» (англ. «Biographical Notes to 'A Discourse on the Nature of Causality, with Airplanes', by Benjamin Rosenbaum») | [ 42 ] |
| 2005 | Крістофер Ров (англ. Christopher Rowe)            | «Добровільна держава» (англ. «The Voluntary State») | [ 42 ] |
| 2006 | Пітер Бігл (англ. Peter S. Beagle)                | «Два серця» (англ. «Two Hearts») | [ 43 ] |
| 2006 | Паоло Бачігалупі (англ. Paolo Bacigalupi)         | «Калорійна людина» (англ. «The Calorie Man») | [ 43 ] |
| 2006 | Майкл Берштайн (англ. Michael A. Burstein)        | «Віддалений доступ» (англ. «TelePresence») | [ 43 ] |
| 2006 | Корі Докторов (англ. Cory Doctorow)               | «Я, Робот» (англ. «I, Robot») | [ 43 ] |
| 2006 | Говард Волдроп (англ. Howard Waldrop)             | «Королівство там куди я піду» (англ. «The King of Where-I-Go») | [ 43 ] |
| 2007 | Єн Макдональд (англ. Ian McDonald)                | «Дружина джина» (англ. «The Djinn's Wife») | [ 44 ] |
| 2007 | Джефф Раймен (англ. Geoff Ryman)                  | «Красива дочка Пола Пота» (англ. «Pol Pot's Beautiful Daughter») | [ 44 ] |
| 2007 | Майкл Флінн (англ. Michael F. Flynn)              | «Світанок, вечір і кольори Землі» (англ. «Dawn, and Sunset, and the Colours of the Earth») | [ 44 ] |
| 2007 | Майк Резнік (англ. Mike Resnick)                  | «Все що ти є» (англ. «All the Things You Are») | [ 44 ] |
| 2007 | Паоло Бачігалупі (англ. Paolo Bacigalupi)         | «Людина жовта картка» (англ. «Yellow Card Man») | [ 44 ] |
| 2008 | Тед Чан (англ. Ted Chiang)                        | «Торговець і брама алхіміка» (англ. «The Merchant and the Alchemist's Gate») | [ 45 ] |
| 2008 | Даніель Абрахам (англ. Daniel Abraham)            | «Спеціаліст з валютних операцій і бог заліза: казка про економіку» (англ. «The Cambist and Lord Iron: a Fairytale of Economics»)                                                                                          | [ 45 ] |
| 2008 | Ґреґ Іґен (англ. Greg Egan)                       | «Темні цілі» (англ. «Dark Integers») | [ 45 ] |
| 2008 | Ґреґ Іґен (англ. Greg Egan)                       | «Слава» (англ. «Glory») | [ 45 ] |
| 2008 | Девід Мол (англ. David Moles)                     | «Завершення» (англ. «Finisterra») | [ 45 ] |
| 2009 | Елізабет Бір (англ. Elizabeth Bear)               | «Шогготи в цвіту» (англ. «Shoggoths in Bloom») | [ 46 ] |
| 2009 | Джон Кессел (англ. John Kessel)                   | «Гордість і Прометей» (англ. «Pride and Prometheus») | [ 46 ] |
| 2009 | Джеймс Ґерднер (англ. James Alan Gardner)         | «Променева зброя: любовна історія» (англ. «The Ray-Gun: A Love Story») | [ 46 ] |
| 2009 | Паоло Бачігалупі (англ. Paolo Bacigalupi)         | «Гравець» (англ. «The Gambler») | [ 46 ] |
| 2009 | Майк Резнік (англ. Mike Resnick)                  | «Виставка чудес Аластера Баффла» (англ. «Alastair Baffle's Emporium of Wonders») | [ 46 ] |

### 2010—2019 роки
| Рік  | Автор                                           | Назва твору | Прим.  |
| ---- | ----------------------------------------------- | --- | ------ |
| 2010 | Пітер Воттс (англ. Peter Watts)                 | «Острів» (англ. «The Island») | [ 47 ] |
| 2010 | Рейчел Свірскі (англ. Rachel Swirsky)           | «Ерос, Філія, Агапе» (англ. «Eros, Philia, Agape») | [ 47 ] |
| 2010 | Нікола Гріффіт (англ. Nicola Griffith)          | «Це займе двох» (англ. «It Takes Two») | [ 47 ] |
| 2010 | Пол Корнел (англ. Paul Cornell)                 | «Один з наших бастардів зник» (англ. «One of Our Bastards is Missing»)                                                                                             | [ 47 ] |
| 2010 | Чарльз Штросс (англ. Charles Stross)            | «Наднормово» (англ. «Overtime») | [ 47 ] |
| 2010 | Єґі Фостер (англ. Eugie Foster)                 | «Грішник, пекар, казкар, священик; червона маска, чорна маска, джентльмен, звір» (англ. «Sinner, Baker, Fabulist, Priest; Red Mask, Black Mask, Gentleman, Beast») | [ 47 ] |
| 2011 | Ален Стіл (англ. Allen Steele)                  | «Імператор Марса» (англ. «The Emperor of Mars») | [ 48 ] |
| 2011 | Шон Макмуллен (англ. Sean McMullen)             | «Вісім миль» (англ. «Eight Miles») | [ 48 ] |
| 2011 | Аліете де Бодард (англ. Aliette de Bodard)      | «Дім Ягуара, в тіні» (англ. «The Jaguar House, in Shadow») | [ 48 ] |
| 2011 | Ерік Стоун (англ. Eric James Stone)             | «Левіафант, якого ти створив» (англ. «The Leviathan, Whom Thou Hast Made»)                                                                                         | [ 48 ] |
| 2011 | Джеймс Патрік Келлі (англ. James Patrick Kelly) | «Плюс чи мінус» (англ. «Plus or Minus») | [ 48 ] |
| 2012 | Чарлі Андерс (англ. Charlie Jane Anders)        | «Шість місяців, три дні» (англ. «Six Months, Three Days») | [ 49 ] |
| 2012 | Пол Корнел (англ. Paul Cornell)                 | «Копенгагенська інтерпретація» (англ. «The Copenhagen Interpretation»)                                                                                             | [ 49 ] |
| 2012 | Рейчел Свірскі (англ. Rachel Swirsky)           | «Поля золота» (англ. «Fields of Gold») | [ 49 ] |
| 2012 | Бред Торджерсен (англ. Brad R. Torgersen)       | «Промінь світла» (англ. «Ray of Light») | [ 49 ] |
| 2012 | Джефф Раймен (англ. Geoff Ryman)                | «Що ми знайшли» (англ. «What We Found») | [ 49 ] |
| 2013 | Пет Кедіген (англ. Pat Cadigan)                 | «Дівоча-штука, що вийшла по суші» (англ. «The Girl-Thing Who Went Out for Sushi»)                                                                                  | [ 50 ] |
| 2013 | Томас Г'ювелт (англ. Thomas Olde Heuvelt)       | «Хлопець що не чаклує тіні» (англ. «The Boy Who Cast No Shadow»)                                                                                                   | [ 50 ] |
| 2013 | Кетрінн Валенте (англ. Catherynne M. Valente)   | «Побілів» (англ. «Fade To White») | [ 50 ] |
| 2013 | Шовнін Макґваїр (англ. Seanan McGuire)          | «Сльози з морською сіллю» (англ. «In Sea-Salt Tears») | [ 50 ] |
| 2013 | Шовнін Макґваїр (англ. Seanan McGuire)          | «Мишолов» (англ. «Rat-Catcher») | [ 50 ] |
| 2014 | Мері Коваль (англ. Mary Robinette Kowal)        | «Леді-астронавт з Марса» (англ. «The Lady Astronaut of Mars») | [ 51 ] |
| 2014 | Теодор Біл (англ. Theodore Beale)               | «Опера життя назавжди» (англ. «Opera Vita Aeterna») | [ 51 ] |
| 2014 | Бред Торджерсен (англ. Brad R. Torgersen)       | «Офіцери обміну» (англ. «The Exchange Officers») | [ 51 ] |
| 2014 | Тед Чан (англ. Ted Chiang)                      | «Правда факту, правда почуття» (англ. «The Truth of Fact, the Truth of Feeling"»)                                                                                  | [ 51 ] |
| 2014 | Аліете де Бодард (англ. Aliette de Bodard)      | «Зірки чекають» (англ. «The Waiting Stars») | [ 51 ] |
| 2015 | Томас Олде Хьовелт (англ. Thomas Olde Heuvelt)  | «День коли світ перевернувся навиворіт» (англ. «The Day The World Turned Upside Down»)                                                                             | [ 52 ] |
| 2015 | Майкл Флінн (англ. Michael F. Flynn)            | «Підмайстер: В кам'яному домі» (англ. «The Journeyman: In the Stone House»)                                                                                        | [ 52 ] |
| 2015 | Едвард Лернер (англ. Edward M. Lerner)          | «Чемпіонат Б'ток» (англ. «Championship B’tok») | [ 52 ] |
| 2015 | Грей Райнхарт (англ. Gray Rinehart)             | «Прах до праху, пил до пилу, земля до алювію» (англ. «Ashes to Ashes, Dust to Dust, Earth to Alluvium"»)                                                           | [ 52 ] |
| 2015 | Райнар Вайра (англ. Rajnar Vajra)               | «Потрійне сонце: історія Золотого Віку» (англ. «The Triple Sun: A Golden Age Tale»)                                                                                | [ 52 ] |
| 2016 | Хао Цзінфан (англ. Hao Jingfang)                | «Складений Пекін» (англ. «Folding Beijing») | [ 53 ] |
| 2016 | Брук Боландер (англ. Brooke Bolander)           | «Впізнаєш її за слідом з мертвих» (англ. «And You Shall Know Her by the Trail of Dead»)                                                                            | [ 53 ] |
| 2016 | Чі Кай Вай (англ. Cheah Kai Wai)                | «Точка займання: Титан» (англ. «Flashpoint: Titan») | [ 53 ] |
| 2016 | Стівен Кінг (англ. Stephen King)                | «Поминки» (англ. «Obits"») | [ 53 ] |
| 2016 | Девід ван Дайк (англ. David VanDyke)            | «По чому людство?» (англ. «What Price Humanity?») | [ 53 ] |
| 2017 | Урсула Вернон (англ. Ursula Vernon)             | «Томатний злодій» (англ. «The Tomato Thief») | [ 54 ] |
| 2017 | Стікс Хіскок (англ. Stix Hiscock)               | «Чужий роздягнений до кісток ззаді тиранозавром Рексом» (англ. «Alien Stripper Boned from Behind by the T-Rex»)                                                    | [ 54 ] |
| 2017 | Ніна Аллан (англ. Nina Allan)                   | «Мистецтво космічних подорожей» (англ. «The Art of Space Travel»)                                                                                                  | [ 54 ] |
| 2017 | Френ Вілде (англ. Fran Wilde)                   | «Діамант і її гранувальник» (англ. «The Jewel and Her Lapidary»)                                                                                                   | [ 54 ] |
| 2017 | Керолін Івс Гілман (англ. Carolyn Ives Gilman)  | «Екскурсія з чужими» (англ. «Touring with the Alien») | [ 54 ] |
| 2017 | Аліса Вонг (англ. Alyssa Wong)                  | «Ти точно втонеш, якщо залишишся» (англ. «You'll Surely Drown Here If You Stay»)                                                                                   | [ 54 ] |
| 2018 | Сюзанна Палмер (англ. Suzanne Palmer)           | «Таємне життя ботів» (англ. «The Secret Life of Bots») | [ 55 ] |
| 2018 | Ююн Ха Лі (англ. Yoon Ha Lee)                   | «Позакласні заняття» (англ. «Extracurricular Activities») | [ 55 ] |
| 2018 | Алітта де Бодард (англ. Aliette de Bodard)      | «Діти колючок, діти води» (англ. «Children of Thorns, Children of Water»)                                                                                          | [ 55 ] |
| 2018 | Віна Джі-Мін Прасад (англ. Vina Jie-Min Prasad) | «Серія стейків» (англ. «A Series of Steaks») | [ 55 ] |
| 2018 | К. М. Сзпара (англ. K. M. Szpara)               | «Малі зміни протягом довгого часу» (англ. «Small Changes Over Long Periods of Time»)                                                                               | [ 55 ] |
| 2018 | Сара Пінскер (англ. Sarah Pinsker)              | «Вітер блукатиме» (англ. «Wind Will Rove») | [ 55 ] |
| 2019 | Зен Чо (англ. Zen Cho)                          | «Якщо спочатку не вдалось, спробуй ще раз» (англ. «If at First You Don’t Succeed, Try, Try Again»)                                                                 | [ 56 ] |
| 2019 | Тіна Коноллі (англ. Tina Connolly)              | «Останній бенкет часових солодощів» (англ. «The Last Banquet of Temporal Confections»)                                                                             | [ 56 ] |
| 2019 | Наомі Кріцер (англ. Naomi Kritzer)              | «Деталь про розповідей про привидів» (англ. «The Thing About Ghost Stories»)                                                                                       | [ 56 ] |
| 2019 | Деріл Грегорі (англ. Daryl Gregory)             | «Дев'ять останніх днів на планеті Земля» (англ. «Nine Last Days on Planet Earth»)                                                                                  | [ 56 ] |
| 2019 | Брук Булендер (англ. Brooke Bolander)           | «Тільки безневинна велична річ» (англ. «The Only Harmless Great Thing»)                                                                                            | [ 56 ] |
| 2019 | Сімон Хеллер (англ. Simone Heller)              | «Коли ми були беззоряними» (англ. «When We Were Starless») | [ 56 ] |

### 2020-ті роки
| Рік  | Автор                                             | Назва твору                                                                                                   | Прим.  |
| ---- | ------------------------------------------------- | --- | ------ |
| 2020 | Нора К. Джемісін (англ. N. K. Jemisin)            | «Запасна шкіра» (англ. «Emergency Skin»)                                                                      | [ 57 ] |
| 2020 | Каролін Йоачім (англ. Caroline M. Yoachim)        | «Архронологія кохання» (англ. «The Archronology of Love»)                                                     | [ 57 ] |
| 2020 | Сара Ґейлі (англ. Sarah Gailey)                   | «В далині з вовками» (англ. «Away With the Wolves»)                                                           | [ 57 ] |
| 2020 | Сара Пінскер (англ. Sarah Pinsker)                | «Розмитість в кутку твого зору» (англ. «The Blur in the Corner of Your Eye»)                                  | [ 57 ] |
| 2020 | Сіобан Керролл (англ. Siobhan Carroll)            | «Він може підкрастись» (англ. «For He Can Creep»)                                                             | [ 57 ] |
| 2020 | Тед Чан (англ. Ted Chiang)                        | «Омфалос» (англ. «Omphalos»)                                                                                  | [ 57 ] |
| 2021 | Сара Пінскер (англ. Sarah Pinsker)                | «Дві правди і брехня» (англ. «Two Truths and a Lie»)                                                          | [ 58 ] |
| 2021 | Аліза Грінблет (англ. A. T. Greenblatt)           | «Опік або епізодичне життя Сема Велса як Супера» (англ. «Burn, or the Episodic Life of Sam Wells as a Super») | [ 58 ] |
| 2021 | Ізабел Фол (англ. Isabel Fall)                    | «Історія гелікоптера» (англ. «Helicopter Story»)                                                              | [ 58 ] |
| 2021 | Наомі Кріцер (англ. Naomi Kritzer)                | «Монстер» (англ. «Monster»)                                                                                   | [ 58 ] |
| 2021 | Меґ Елісон (англ. Meg Elison)                     | «Таблетка» (англ. «The Pill»)                                                                                 | [ 58 ] |
| 2021 | Аліета де Бодард (англ. Aliette de Bodard)        | «Недосяжність небес» (англ. «The Inaccessibility of Heaven»)                                                  | [ 58 ] |
| 2022 | Сюзанна Палмер (англ. Suzanne Palmer)             | «Боти втраченого ковчегу» (англ. «Bots of the Lost Ark»)                                                      | [ 59 ] |
| 2022 | Каролін Йоахім (англ. Caroline M. Yoachim)        | «Кольори безсмертної палітри» (англ. «Colors of the Immortal Palette»)                                        | [ 59 ] |
| 2022 | Кетрінн Валенте (англ. Catherynne M. Valente)     | «L'Esprit de L'Escalier»                                                                                      | [ 59 ] |
| 2022 | Дональд Екпекі (англ. Oghenechovwe Donald Ekpeki) | «Арена O2» (англ. «O2 Arena»)                                                                                 | [ 59 ] |
| 2022 | Джон Вісвел (англ. John Wiswell)                  | «Та історія не є історією» (англ. «That Story Isn't the Story»)                                               | [ 59 ] |
| 2022 | Френ Вільде (англ. Fran Wilde)                    | «ТОВ Брати Ансілі» (англ. «Unseelie Brothers, Ltd.»)                                                          | [ 59 ] |

## Ретроспективна премія «Г'юґо»
| Рік (Рік присудження) | Автор                                                                       | Назва твору                                                                                   | Прим. Selkie |
| --------------------- | --------------------------------------------------------------------------- | --------------------------------------------------------------------------------------------- | ------------ |
| 1939 (2014)           | Кліффорд Сімак (англ. Clifford D. Simak)                                    | «Правило 18» (англ. «Rule 18»)                                                                | [ 60 ]       |
| 1939 (2014)           | Джон Кемпбелл (англ. John W. Campbell)                                      | «Мертві знання» (англ. «Dead Knowledge»)                                                      | [ 60 ]       |
| 1939 (2014)           | Генрі Каттнер (англ. Henry Kuttner)                                         | «Голівуд на Місяці» (англ. «Hollywood on the Moon»)                                           | [ 60 ]       |
| 1939 (2014)           | Роберт Говард (англ. Robert E. Howard)                                      | «Голуби пекла» (англ. «Pigeons from Hell»)                                                    | [ 60 ]       |
| 1939 (2014)           | Кетрін Мур (англ. C. L. Moore)                                              | «Жінкулака» (англ. «Werewoman»)                                                               | [ 60 ]       |
| 1941 (2016)           | Роберт Гайнлайн (англ. Robert A. Heinlein)                                  | «Дороги повинні рухатися» (англ. «The Roads Must Roll»)                                       | [ 61 ]       |
| 1941 (2016)           | Роберт Гайнлайн (англ. Robert A. Heinlein)                                  | «Вибух може статись» (англ. «Blowups Happen»)                                                 | [ 61 ]       |
| 1941 (2016)           | Джек Вільямсон (англ. Jack Williamson)                                      | «Похмуріше, ніж вам здається» (англ. «Darker Than You Think»)                                 | [ 61 ]       |
| 1941 (2016)           | Гаррі Бейтс (англ. Harry Bates)                                             | «Прощання з господарем» (англ. «Farewell to the Master»)                                      | [ 61 ]       |
| 1941 (2016)           | Теодор Стерджон (англ. Theodore Sturgeon)                                   | «Це!» (англ. «It!»)                                                                           | [ 61 ]       |
| 1943 (2018)           | Айзек Азімов (англ. Isaac Asimov)                                           | «Фундація» (англ. «Foundation»)                                                               | [ 62 ]       |
| 1943 (2018)           | Айзек Азімов (англ. Isaac Asimov)                                           | «Вуздечка і сідло» (англ. «Bridle and Saddle»)                                                | [ 62 ]       |
| 1943 (2018)           | Роберт Гайнлайн (англ. Robert A. Heinlein, під псевдонімом Anson MacDonald) | «Акваріум з золотими рибками» (англ. «Goldfish Bowl»)                                         | [ 62 ]       |
| 1943 (2018)           | Фредрік Браун (англ. Fredric Brown)                                         | «Зоряна миша» (англ. «The Star Mouse»)                                                        | [ 62 ]       |
| 1943 (2018)           | Кетрін Люсіль Мур (англ. Catherine Lucille Moore)                           | «І буде темрява» (англ. «There Shall Be Darkness»)                                            | [ 62 ]       |
| 1943 (2018)           | Альфред ван Вогт (англ. A. E. van Vogt)                                     | «Магазин зброї» (англ. «The Weapon Shop»)                                                     | [ 62 ]       |
| 1944 (2019)           | Кетрін Люсіль Мур (англ. C.L. Moore) Генрі Каттнер (англ. Henry Kuttner)    | «Мімсі були Бороговецями» (англ. «Mimsy Were the Borogoves»)                                  | [ 63 ]       |
| 1944 (2019)           | Лі Брекетт (англ. Leigh Brackett)                                           | «Цитадель втрачених кораблів» (англ. «Citadel of Lost Ships»)                                 | [ 63 ]       |
| 1944 (2019)           | Лі Брекетт (англ. Leigh Brackett                                            | «Напіврослик» (англ. «The Halfling»)                                                          | [ 63 ]       |
| 1944 (2019)           | Ерік Френк Расселл (англ. Eric Frank Russell)                               | «Симбіотіка» (англ. «Symbiotica»)                                                             | [ 63 ]       |
| 1944 (2019)           | Генрі Каттнер (англ. Henry Kuttner)                                         | «Гордий робот» (англ. «The Proud Robot»)                                                      | [ 63 ]       |
| 1944 (2019)           | Фріц Лайбер (англ. Fritz Leiber)                                            | «Будинок злодіїв» (англ. «Thieves' House»)                                                    | [ 63 ]       |
| 1945 (2020)           | Кліффорд Сімак (англ. Clifford D. Simak)                                    | «Місто» (англ. «City»)                                                                        | [ 64 ]       |
| 1945 (2020)           | Фредрік Браун (англ. Fredric Brown)                                         | «Арена» (англ. «Arena»)                                                                       | [ 64 ]       |
| 1945 (2020)           | Айзек Азімов (англ. Isaac Asimov                                            | «Торгівельні королі» (англ. «The Big and the Little»)                                         | [ 64 ]       |
| 1945 (2020)           | Кетрін Люсіль Мур (англ. C. L. Moore) Генрі Каттнер (англ. Henry Kuttner)   | «Дитяча година» (англ. «The Children's Hour»)                                                 | [ 64 ]       |
| 1945 (2020)           | Кетрін Люсіль Мур (англ. C. L. Moore)                                       | «Жодна жінка не народилась» (англ. «No Woman Born»)                                           | [ 64 ]       |
| 1945 (2020)           | Кетрін Люсіль Мур (англ. C. L. Moore) Генрі Каттнер (англ. Henry Kuttner)   | «Коли ламається гілка» (англ. «When the Bough Breaks»)                                        | [ 64 ]       |
| 1946 (1996)           | Маррі Лайнстер (англ. Murray Leinster)                                      | «Перший контакт» (англ. «First Contact»)                                                      | [ 65 ]       |
| 1946 (1996)           | Фредерік Браун (англ. Fredric Brown)                                        | «Пі в небі» (англ. «Pi in the Sky»)                                                           | [ 65 ]       |
| 1946 (1996)           | Лестер дель Рей (англ. Lester del Rey)                                      | «У руки Твої» (англ. «Into Thy Hands»)                                                        | [ 65 ]       |
| 1946 (1996)           | Альфред ван Вогт (англ. A. E. van Vogt)                                     | «Змішана людина» (англ. «The Mixed Men»)                                                      | [ 65 ]       |
| 1946 (1996)           | Льюіс Педжет (англ. Lewis Padgett)                                          | «Син Пайпера» (англ. «The Piper's Son»)                                                       | [ 65 ]       |
| 1951 (2001)           | Сиріл Корнблас (англ. Cyril M. Kornbluth)                                   | «Маленька чорна сумочка» (англ. «The Little Black Bag»)                                       | [ 66 ]       |
| 1951 (2001)           | Кордвайнер Сміт (англ. Cordwainer Smith)                                    | «Сканери живуть даремно» (англ. «Scanners Live in Vain»)                                      | [ 66 ]       |
| 1951 (2001)           | Пол Андерсон (англ. Poul Anderson)                                          | «Рука допомоги» (англ. «The Helping Hand»)                                                    | [ 66 ]       |
| 1951 (2001)           | Джеймс Бліш (англ. James Blish)                                             | «Окі» (англ. «Okie»)                                                                          | [ 66 ]       |
| 1951 (2001)           | Ерік Френк Расселл (англ. Eric Frank Russell)                               | «Любий дияволе» (англ. «Dear Devil»)                                                          | [ 66 ]       |
| 1954 (2004)           | Джеймс Бліш (англ. James Blish)                                             | «Землянин, повертайся додому» (англ. «Earthman, Come Home»)                                   | [ 67 ]       |
| 1954 (2004)           | Філіп Дік (англ. Philip K. Dick)                                            | «Другий різновид» (англ. «Second Variety»)                                                    | [ 67 ]       |
| 1954 (2004)           | Пол Андерсон (англ. Poul Anderson)                                          | «Пригоди собаки, що опинилась не в тому місці» (англ. «The Adventure of the Misplaced Hound») | [ 67 ]       |
| 1954 (2004)           | Пол Андерсон (англ. Poul Anderson)                                          | «Сем Холл» (англ. «Sam Hall»)                                                                 | [ 67 ]       |
| 1954 (2004)           | Теодор Коґсвелл (англ. Theodore Cogswell)                                   | «Стіна навколо світу» (англ. «The Wall Around the World»)                                     | [ 67 ]       |